# Canis Major-törpegalaxis
A Canis Major-törpegalaxis irreguláris galaxis, amely a Földről a Canis Major (Nagy Kutya) csillagkép irányában látszik. Körülbelül egymilliárd csillagot tartalmaz, ezek között jelentős a vörös óriások aránya.
A Tejútrendszer kísérője, jelenlegi ismereteink szerint a Naprendszerhez legközelebbi szomszédos galaxis, távolsága mintegy 25 000 fényév (a Tejútrendszer magjától 42 000 fényév). Megközelítőleg elliptikus alakú. Csillagainak száma hasonló a korábban legközelebbinek vélt Sagittarius elliptikus törpegalaxiséhoz.

## Felfedezése
A galaxist 2003 novemberében fedezte fel egy francia, olasz, brit és ausztrál csillagászokból álló kutatócsoport. Bár közelebb van a Földhöz, mint a Tejútrendszer középpontja, felfedezését megnehezítette, hogy galaxisunk korongjának túloldalán helyezkedik el, így a fősíkban koncentrálódó csillagok, gáz és por akadályozza a megfigyelését.
A kutatók a Two-Micron All Sky Survey (2MASS) program keretében mérték fel az égboltot infravörös tartományban, ahol a gáz- és porfelhők kevésbé zavarják a mögöttük levő objektumok megfigyelését, mint a látható fény esetében. Ezzel a technikával a kutatók az M színképtípusú csillagok igen jelentős sűrűsödését fedezték fel a Canis Major csillagkép irányában, valamint ilyen típusú csillagokból álló egyéb alakzatokat, többek között két széles, halvány ívet.

## Jellemzők
A csillagászok szerint a Canis Major-törpegalaxis a Tejútrendszer árapályerői miatti szétesés fázisában van, csillagainak igen jelentős részét már elveszítette. A belőle kiszakadt és a Tejútrendszer körüli pályája mentén szétszóródott csillagok alkotják az ún. Monoceros-gyűrűt, ami háromszor öleli körül galaxisunkat. Ezt a Sloan Digital Sky Survey keretében fedezték fel, és ennek kutatása, valamint gömbhalmazok egy szoros, a Sagittarius elliptikus törpegalaxishoz kapcsolódóhoz hasonló csoportjának vizsgálata vezetett el a Canis Major-törpegalaxis felfedezéséhez. (Yazan Momany szerint viszont a törpegalaxist követő csillagsáv valójában a Tejútrendszer korongjából kiszakadt csillagokból áll.)
Az NGC 1851, NGC 1904, NGC 2298 és NGC 2808 jelű gömbhalmazok eredetileg valószínűleg a törpegalaxishoz tartoztak, a Tejútrendszer gravitációja azonban leszakította őket. Az NGC 1261 szintén közel esik a törpegalaxishoz, de sebessége annyira eltérő, hogy a kapcsolat bizonytalan. A nyílthalmazok közül többek között a Dol 25 és a H18, esetleg az AM 2 lehet kapcsolatban a Canis Majorral. Ezek kialakulását valószínűleg a törpegalaxis gravitációja okozta, amely a Tejútrendszer korongjában található anyag összesűrítésével csillagképződést indított be.
A Canis Major-törpegalaxis felfedezése és vizsgálata alátámasztotta a jelenleg elfogadott elméletet, miszerint a galaxisok kisebb szomszédaik elnyelése révén növekednek.